# Beaver Creek (Minnesota)
Pour les articles homonymes, voir Beaver Creek et Beaver.
Beaver Creek est une ville américaine située dans le comté de Rock, dans le Minnesota. Selon le recensement de 2010, sa population est de 297 habitants.

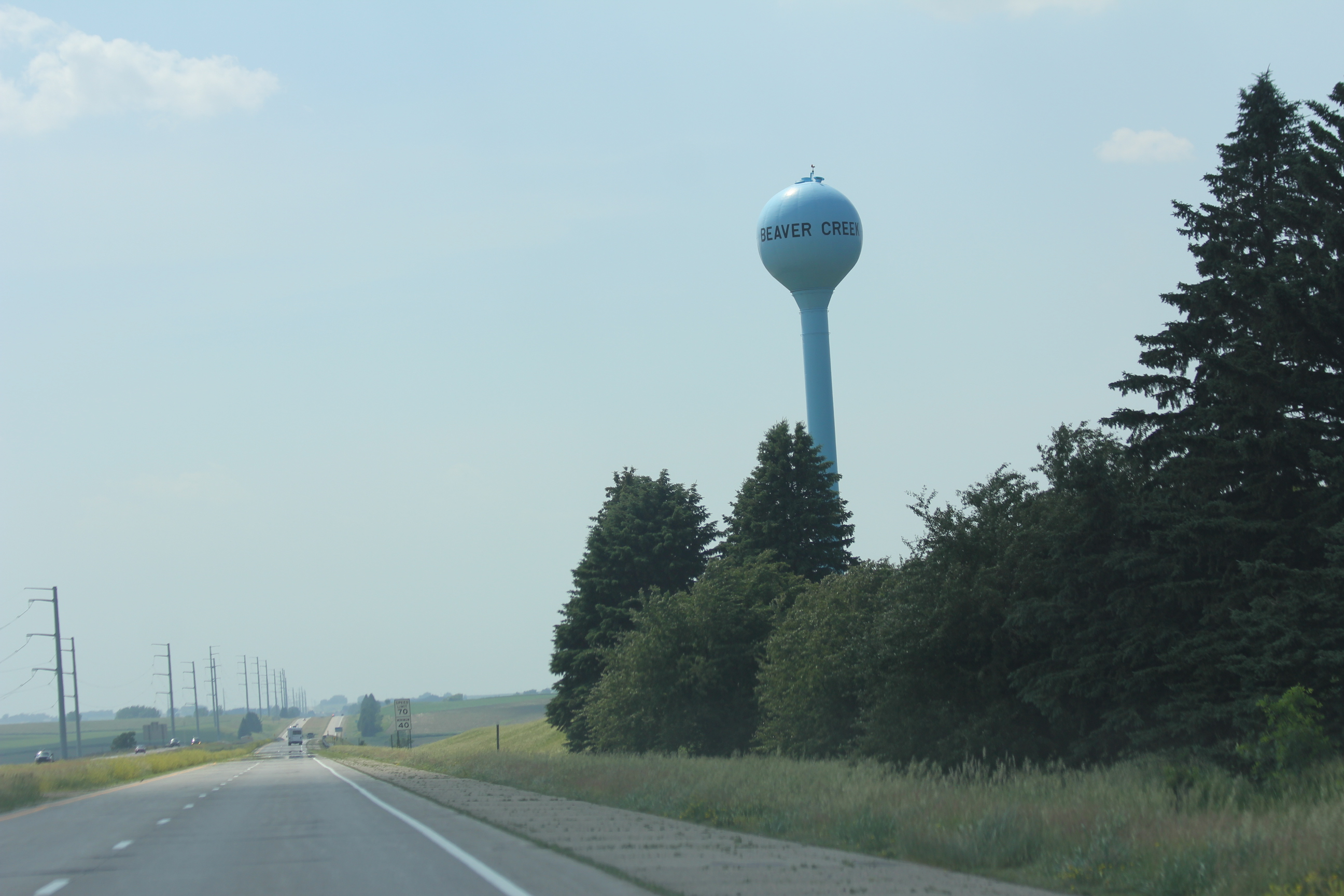
Château d'eau de Beaver Creek sur la I90